# 馬爾尼夫
49°53′43″N 23°5′17″E / 49.89528°N 23.08806°E
馬爾尼夫（烏克蘭語：Малнів），是烏克蘭西部的村莊，隸屬利維夫州的亞沃里夫區。該村始建於1446年，面積1.7平方公里，2015年人口817，人口密度每平方公里528.2人。